# 宝滩
宝滩位于南沙群岛东部，东坡礁东北部，是南方浅滩北部的一个珊瑚沙滩，最浅处水深约9.1米。1983年中国地名委员会公布的标准名称为“宝滩”。